# Královédvorsko
Královédvorsko je oblast ležící v Královéhradeckém kraji v okrese Trutnov. Hlavním centrem regionu Královédvorsko je město Dvůr Králové nad Labem. Jedná se o území ležící v Podkrkonoší při řece Labe s nejvyšším vrcholem Zvičina (672 metrů nad mořem).

## Vymezení regionu
V rámci přesného vymezení regionu Královédvorsko existuje několik variant. Mezi první variantu patří vymezení na základě občanského sdružení MAS, které vzniklo v roce 2013 a podle kterého do oblasti Královédvorsko patří dvanáct obcí (Dvůr Králové nad Labem, Stanovice, Kuks, Doubravice, Bílé Poličany, Zábřezí-Řečice, Bílá Třemešná, Dolní Brusnice, Horní Brusnice, Nemojov, Mostek, Borovnička). Druhý způsob vymezení regionu Královédvorsko je podle správního obvodu obce s rozšířenou působností, který zahrnuje celkem dvacet osm obcí s celkovým počtem obyvatel 27 118 (2023).

## Seznam obcí
Seznam obcí v rámci největšího možného vymezení regionu na základě správního obvodu obce s rozšířenou působností.
- Bílá Třemešná
- Bílé Poličany
- Borovnice
- Borovnička
- Dolní Brusnice
- Doubravice
- Dubenec
- Dvůr Králové nad Labem - centrum regionu
- Horní Brusnice
- Hřibojedy
- Choustníkovo Hradiště
- Kocbeře
- Kohoutov
- Kuks
- Lanžov
- Libotov
- Litíč
- Mostek
- Nemojov
- Stanovice
- Trotina
- Třebihošť
- Velký Vřešťov
- Vilantice
- Vítězná
- Vlčkovice v Podkrkonoší
- Zábřezí-Řečice
- Zdobín

## Železniční spojení
Regionem Královédvorsko vede železniční trať, která spojuje města Liberec a Pardubice. V oblasti Královédvorsko je celkem 7 stanic/zastávek na této trase (Kuks, Žireč, Dvůr Králové nad Labem, Bílá Třemešná, Mostek, Borovnička, Borovnice).